# Affaire Agos
Pour les articles homonymes, voir Agos.
L'affaire Agos porte sur la création d'un emploi fictif de mars 1993 à septembre 1995 au sein de la société Agos, filiale de l'Agence des foyers et résidences hôtelières privées (AFRP), troisième plus grosse structure de gestion de foyers pour travailleurs immigrés et personnes défavorisées en région parisienne,. Yves Laisné, président de l'AFRP (cadre du Front national dans les années 1970), recrute Jean-Christophe Cambadélis, député venant de perdre son mandat et alors numéro deux du Parti socialiste.

## Protagonistes

### Yves Laisné
L'AFRP est présidée par Yves Laisné, ancien cadre du Front national (dont il représentait l'aile « ultralibérale ») de 1975 à 1977. Yves Laisné est également membre de l'Union nationale inter-universitaire (UNI) et du Service d'action civique (SAC), selon le rapport de la commission d'enquête sur les activités du service d'action civique. Libération le décrit comme « proche des réseaux de l'UNI » et soutenu par la « frange dure du patronat des Hauts-de-Seine », ce qui lui permet de se faire offrir par le Conseil national du patronat français (CNFP) un mandat d'administrateur du Fonds d'action sociale pour les travailleurs migrants.

### Jean-Christophe Cambadélis
Député venant de perdre son mandat et numéro 2 du Parti socialiste, Jean-Christophe Cambadélis est recruté en 1993 par Yves Laisné comme « chargé de mission ». Selon lui, il aurait rencontré Laisné en 1992 en intervenant auprès de lui en faveur des résidents d'un de ses foyers qui protestaient contre le montant des loyers. L'avocate qui défendait lesdits résidents à l'époque n'a cependant aucun souvenir de son intervention.

## Faits reprochés

### Volet financier
En 1989, un premier rapport de l'Inspection générale des affaires sociale se montre « cinglant » sur la gestion de l'AFRP par Yves Laisné, mais reste sans suite.
En 1990, Yves Laisné démarre une opération qu'il nomme lui-même « Crésus » : il rachète une large quantité d'actions créées par la cotisation au 1% logement et comptabilisées en dessous de leur valeur réelle par les PME, allant jusqu'à devenir « menaçant ». Son opération est soudainement stoppée par la ministre du Logement Marie-Noëlle Lienemann, qui bloque ces transactions par une succession de décrets. En 1994, les millions de francs immobilisés dans l'opération Crésus représentent un « poids croissant sur la situation financière de [son] association » selon le commissaire aux comptes de l'AFRP. En novembre 1995, sous la menace de poursuites judiciaires, l'Ocil lui rachète l'intégralité des titres achetés pendant l'opération Crésus pour la somme de 46,8 millions de francs. Or, cette somme ne serait pas intégralement revenue à l'AFRP. 
Yves Laisné est finalement poursuivi pour avoir détourné 63 millions de francs de l'AFRP et bénéficié d'une rémunération de 700 000 francs annuels. 

### Volet humain
Cette mauvaise gestion financière se répercute sur la qualité des foyers de travailleurs immigrés, qui subissent des « coupures d'eau, d'électricité, loyers payés avec retard aux propriétaires des foyers, dont l'association n'est que gestionnaire ». Dans un foyer, Libération constate que « des bâches en plastique recouvrent les lits, pour parer aux fuites d'eau, les fenêtres sont cassées, la salle culturelle s'orne de bassines, de nombreux murs, humides, partent en miettes ». L'AFRP se voit retirer la gestion de certains foyers, non sans difficulté, laissant penser que Laisné « bénéficiait d'un étonnant réseau de protection ». Certains résidents entament des actions en justice, mettant en doute les factures des sociétés d'entretien, et déposent plainte pour « non-assistance à personne en danger, hébergement collectif contraire à la dignité humaine, abus de confiance, escroquerie, faux en écritures privées »,.

### Emploi fictif
Recruté en 1993, Jean-Christophe Cambadélis exerce, pendant deux ans et jusqu'au redressement judiciaire de l'AFRP, un travail rémunéré à mi-temps pour 14 000 francs net par mois. Cependant, il ne bénéficie par de bureau au siège de l'Agos-AFRP et « reste inconnu de tous les anciens salariés de l'Agos ou de l'AFRP que [Libération a] contactés ».

## Condamnation
Poursuivi pour recel d'abus de biens sociaux, pour un montant de plus de 442 000 francs (67 382,466 euros), Jean-Christophe Cambadélis est mis en examen en novembre 1996,, puis condamné en janvier 2000 par le tribunal correctionnel de Paris à cinq mois de prison avec sursis et 100 000 francs (15 244,902 euros) d'amende,. Yves Laisné est quant à lui condamné à quinze mois de prison avec sursis et 500 000 francs d'amende pour abus de confiance, abus de biens sociaux et présentation de bilans inexacts,.